# Craig Mello
Craig Cameron Mello, född 18 oktober 1960 i New Haven, Connecticut i USA, är en amerikansk utvecklingsbiolog som tilldelades Nobelpriset i fysiologi eller medicin 2006. Han är professor vid University of Massachusetts i USA, medicinska universitet i Worcester, Massachusetts.
Craig Mello delade priset med Andrew Fire. De fick priset för upptäckten av fenomenet RNA-interferens, ofta förkortat RNAi. RNA är vanligen enkelsträngat, men det förekommer dubbelsträngat RNA. RNA-interferens innebär att sådant dubbelsträngat RNA kan tysta en gen, så den inte uttrycks och alltså inte kan utöva någon påverkan på organismen. Detta kan ses som ett slags immunförsvar för genomet. Mello och Fire har studerat fenomenet med rundmasken C. elegans som modellorganism.
Craig Mello började intressera sig för forskning, jordens historia och människolivets ursprung som ung. Mellos far, James Mello, var paleontolog och tog regelbundet med sig sin son på fossiljakt efter dinosaurieben i västra USA.